# Santa Cruz de Andamarca
O distrito peruano de Santa Cruz de Andamarca é um dos doze distritos que formam a Província de Huaral, situada na Região de Lima.

## Transporte
O distrito de Santa Cruz de Andamarca é servido pela seguinte rodovia:
- PE-20C, que liga o distrito à cidade de Huayllay (Região de Pasco)[2][3][4]